# New York Magazine
New York, antigament New York Magazine, és una revista setmanal dels Estats Units dedicada a la cultura, la política i l'estil de vida a la ciutat de Nova York. Va ser fundada per Milton Glaser i Clay Felker el 1968 com a competència de The New Yorker. Ofereix una línia editorial més propera a la premsa groga, tot i que ha publicat notables articles a través dels anys sobre de la política i la cultura local. Va ser una de les primeres revistes d' «estil de vida», i el seu format i estil han estat copiats per altres publicacions regionals, com Philadelphia i Nova Jersey Monthly, encara que New York és l'única que es publica setmanalment, brindant una cobertura més immediata.
El2018, l'empresa matriu de la revista va instituir un mur de pagament per a tots els seus llocs en línia, seguit d'acomiadaments a principis de 2019. El 24 de setembre de 2019, Vox Media va anunciar que havia comprat la revista i la seva empresa matriu.